# Cornes

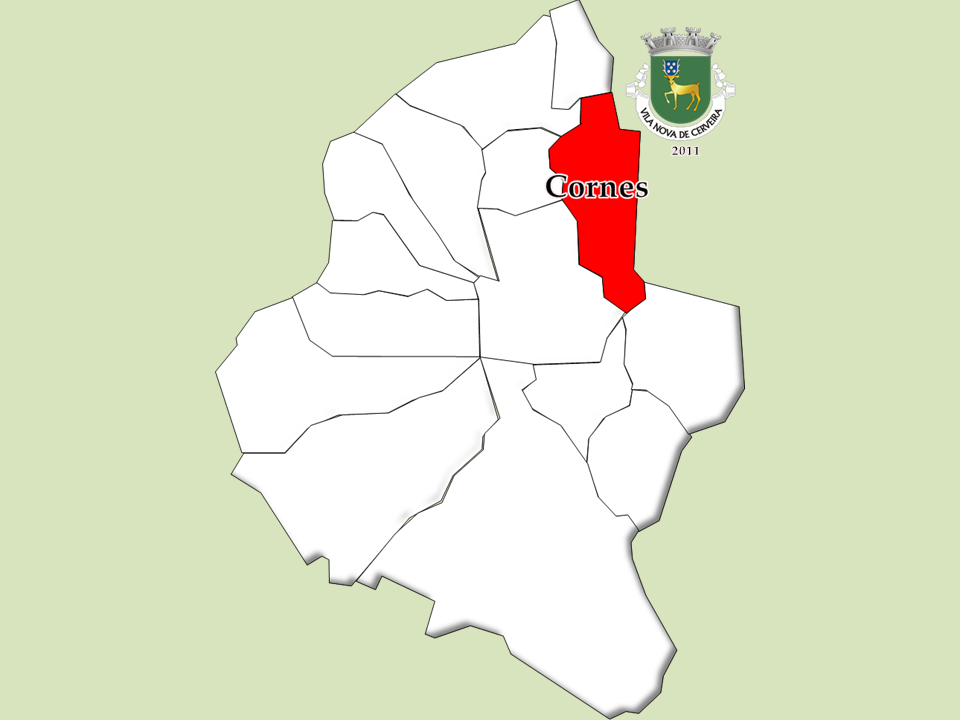
Freguesia de Cornes

Cornes é uma povoação portuguesa sede da Freguesia de Cornes do Município de Vila Nova de Cerveira, freguesia com 6,77 km² de área e 489 habitantes (censo de 2021), tendo, por isso, uma densidade populacional de 72,2 hab./km².
O seu padroeiro é São Pantaleão e a sua festa é celebrada no fim de semana mais próximo ao dia 27 de julho.

## Demografia
A população registada nos censos foi:
| Ano  | 0-14 Anos | 15-24 Anos | 25-64 Anos | > 65 Anos |
| 2001 | 71        | 59         | 231        | 120       |
| 2011 | 77        | 49         | 250        | 102       |
| 2021 | 83        | 49         | 251        | 106       |